# William Douglas, 9. Earl of Angus
William Douglas, 9. Earl of Angus (* um 1532; † 1. Juli 1591 in Glenbervie, Aberdeenshire) war ein schottischer Adliger.

## Leben
William war der älteste Sohn von Sir Archibald Douglas († 1570), 1. Laird of Glenbervie, aus dessen erster Ehe mit Lady Agnes Keith († um 1548), Tochter des William Keith, 2. Earl Marischal. Sein Vater war ein Enkel des Archibald Douglas, 5. Earl of Angus.
Er war ein enger Freund der Königin Maria Stuart und erwarb sich 1562 einige Reputation durch seine Beteiligung an der Niederschlagung des gegen diese gerichteten katholischen Aufstands des Earl of Huntly in der Schlacht von Corrichie.
Nach dem Tod seines Vaters wurde er 1570 als 2. Laird of Glenbervie mit dessen Ländereien in Aberdeenshire belehnt. 1587 erbte er von seinen Neffen vierten Grades Archibald Douglas, 8. Earl of Angus, den Adelstitel Earl of Angus und wurde dadurch Mitglied des schottischen Parlaments. Er war auch Mitglied des schottischen Privy Council.
Er starb 59-jährig in Glenbervie an einem Fieber und wurde in der dortigen Pfarrkirche bestattet.

## Ehe und Nachkommen
Am 14. Februar 1552 heiratete er Egidia Graham († nach 1606), Tochter des Sir Robert Graham, Gutsherr von Morphie. Mit ihr hatte er neun Söhne und vier Töchter:
- William Douglas, 10. Earl of Angus (um 1552–1611), ⚭ 1585 Hon. Elizabeth Oliphant, Tochter des Laurence Oliphant, 4. Lord Oliphant;
- Hon. Archibald Douglas († 1584), Pfarrer von Glenbervie;
- Hon. George Douglas († 1590), Kaplan von Drumlithie;
- Hon. Sir Robert Douglas, 3. Laird of Glenbervie († 1611), ⚭ Elizabeth Auchinleck;
- Hon. Duncan Douglas († vor 1591), Pfarrer von Glenbervie;
- Hon. Gavin Douglas of Raquarrell († 1616), ⚭ (1) 1598 Jean Menzies, ⚭ (2) Elizabeth Keith;
- Hon. John Douglas of Barras († 1618), ⚭ Jean Fraser;
- Hon. Francis Douglas († 1600 in Rom);
- Hon. Henry Douglas of Tannachy († 1595);
- Lady Margaret Douglas, ⚭ 1568 William Forbes of Moneymusk;
- Lady Jean Douglas, ⚭ 1576 John Wishart of Balisycht;
- Lady Elizabeth Douglas, ⚭ vor 1581 Thomas Gordon;
- Lady Sarah Douglas, ⚭ (1) 1586 Robert Strachan, ⚭ (2) vor 1597 George Auchinleck of Balmanno.